# Episodi di Tutti insieme all'improvviso
La serie televisiva Tutti insieme all'improvviso è stata trasmessa da Canale 5, in prima visione assoluta in Italia, dal 15 gennaio al 17 febbraio 2016.
| nº | Titolo                                                                       | Prima TV Italia  |
| -- | ---------------------------------------------------------------------------- | ---------------- |
| 1  | Si nasconde una malattia... ma non si può nascondere la morte                | 15 gennaio 2016  |
| 2  | Quando la piaga guarisce... le mosche se ne vanno                            | 15 gennaio 2016  |
| 3  | Se il padre non coltiva... il figlio non eredita il campo                    | 22 gennaio 2016  |
| 4  | L'uccello che non si muove... non troverà mai l'albero da frutto             | 22 gennaio 2016  |
| 5  | La tartaruga non abbandona... la sua corazza                                 | 29 gennaio 2016  |
| 6  | Quando si è caduti nel fango... non si nega di essersi sporcati              | 29 gennaio 2016  |
| 7  | La rana minaccia... ma non parte in battaglia                                | 5 febbraio 2016  |
| 8  | La iena non ride... se il ghepardo non corre                                 | 5 febbraio 2016  |
| 9  | Riunione di volpi... strage di galline                                       | 7 febbraio 2016  |
| 10 | Una mattina ci si sveglia gazzella... e il giorno dopo ci si risveglia leone | 7 febbraio 2016  |
| 11 | Il millepiedi cerca la casa degli uomini... ma gli uomini lo sfuggono        | 14 febbraio 2016 |
| 12 | Non c'è bisogno di mostrare l'elefante con il dito                           | 14 febbraio 2016 |
| 13 | La scimmia ruba perché non lavora                                            | 14 febbraio 2016 |
| 14 | Il paziente beve il latte della giovenca                                     | 17 febbraio 2016 |
| 15 | Lava gli occhi a un cucciolo, un giorno ti morderà                           | 17 febbraio 2016 |
| 16 | Piccoli problemi presi uno per uno                                           | 17 febbraio 2016 |

## Si nasconde una malattia... ma non si può nascondere la morte
- Diretto da: Francesco Pavolini
- Scritto da:

### Trama
- Ascolti: telespettatori 4.353.000 - share 15,93%[1]

## Quando la piaga guarisce... le mosche se ne vanno
- Diretto da: Francesco Pavolini
- Scritto da:

### Trama
- Ascolti: telespettatori 3.406.000 - share 15,17%[1]

## Se il padre non coltiva... il figlio non eredita il campo
- Diretto da: Francesco Pavolini
- Scritto da:

### Trama
- Ascolti: telespettatori 3.222.000 - share 11.67%[2]

## L'uccello che non si muove... non troverà mai l'albero da frutto
- Diretto da: Francesco Pavolini
- Scritto da:

### Trama
- Ascolti: telespettatori 2.818.000 - share 12.98%[2]

## La tartaruga... non abbandona la sua corazza
- Diretto da: Francesco Pavolini
- Scritto da:

## Quando si è caduti nel fango... non si nega di essersi sporcati
- Diretto da: Francesco Pavolini
- Scritto da:

## La rana minaccia... ma non parte in battaglia
- Diretto da: Francesco Pavolini
- Scritto da:

## La iena non ride... se il ghepardo non corre
- Diretto da: Francesco Pavolini
- Scritto da:

## Riunione di volpi... strage di galline
- Diretto da: Francesco Pavolini
- Scritto da:

## Una mattina ci si sveglia gazzella... e il giorno dopo ci si risveglia leone
- Diretto da: Francesco Pavolini
- Scritto da:

## Il millepiedi cerca la casa degli uomini... ma gli uomini lo sfuggono
- Diretto da: Francesco Pavolini
- Scritto da:

## Non c'è bisogno di mostrare l'elefante con il dito
- Diretto da: Francesco Pavolini
- Scritto da:

## La scimmia ruba perché non lavora
- Diretto da: Francesco Pavolini
- Scritto da:

## Il paziente beve il latte della giovenca
- Diretto da: Francesco Pavolini
- Scritto da:

## Lava gli occhi a un cucciolo, un giorno ti morderà
- Diretto da: Francesco Pavolini
- Scritto da:

## Piccoli problemi presi uno per uno
- Diretto da: Francesco Pavolini
- Scritto da: